# Cinnamomum foveolatum
Cinnamomum foveolatum är en lagerväxtart som först beskrevs av Elmer Drew Merrill, och fick sitt nu gällande namn av H.W.Li & J.Li. Cinnamomum foveolatum ingår i släktet Cinnamomum och familjen lagerväxter. Inga underarter finns listade i Catalogue of Life.